# Калакор
Калакор — река в России, протекает в Тляратинском районе Республики Дагестан. Длина реки составляет 22 км. Площадь водосборного бассейна — 84,9 км².
Начинается при слиянии рек Рохноор и Тунсарибор у подножия горы Цумбеганабгу. Течёт в общем северо-западном направлении вдоль хребта Дамалда. Устье реки находится в 156 км по левому берегу реки Джурмут.
Основной приток — река Джихикалты, впадает справа.

## Данные водного реестра
По данным государственного водного реестра России относится к Западно-Каспийскому бассейновому округу, водохозяйственный участок реки — Сулак от истока до Чиркейского гидроузла. Речной бассейн реки — Терек.
Код объекта в государственном водном реестре — 07030000112109300000742.